# Уотерхаус, Кит
Не следует путать с австралийской светской львицей и журналисткой Кейт Уотерхаус (англ. Kate Waterhouse).
Кит Спе́нсер Уо́терхаус (англ. Keith Spencer Waterhouse, 6 февраля 1929 — 4 сентября 2009) — английский писатель, создатель Билли-враля, драматург, сценарист, журналист, колумнист.

## Биография
Родился в Лидсе (Уэст-Йоркшир) в бедной семье. Бросил школу в 14 лет, не получив никакого образования, пошёл работать. Писал сначала для газеты «Yorkshire Evening Post», затем в течение 35 лет — для «The Daily Mirror». Как драматург и сценарист плодотворно сотрудничал с Уиллисом Холлом.
При том, что «минеральная вода была не самым любимым напитком Уотерхауса», — выпустил более 60 книг, включая 16 романов, драмы, кино- и телесценарии.
С 1986 года почти четверть века был два раза в неделю автором колонки в «Daily Mail», — опубликовал более 2000 заметок.

## Сочинения
- «Есть счастливая земля…» / «There Is a Happy Land» (1957)
- «Билли-враль» (роман) / «Billy Liar» (novel) (1959)
- «Джабб» / «Jubb» (1963)
- «Лавка» / «The Bucket Shop» (1968)
- «Everything Must Go» (1969)
- «Билли-враль на Луне» (роман) / «Billy Liar on the Moon» (1975)
- «Mondays, Thursdays» (1976)
- «Конторские будни» / «Office Life» (1978)
- «Мэгги Магинс, или Весна в Эрлскорте» / «Maggie Muggins» (1981)
- «In the Mood» (1983)
- «Mrs. Pooter’s Diary» (1983)
- «Thinks» (1984)
- «The Collected Letters of a Nobody» (1986)
- «Бимбо» / «Bimbo» (1990)
- «Unsweet Charity» (1992)
- «Сохо» / «Soho» (2001)
- «Palace Pier» (2003)
- «City Lights»: A Street Life
- «Good Grief»
- «Life After City Lights»
- «Streets Ahead»
- «The Book of Useless Information»
- «The Theory & Practice of Lunch»
- «The Theory & Practice of Travel»

### Пьесы
- «Our Song» (1988)
- «Джеффри Бернард нездоров» / «Jeffrey Bernard is Unwell» (play) (1989)

#### В соавторстве с Уиллисом Холлом
- «Билли-лжец» / «Billy Liar» (1960)
- «Celebration» (1961)
- «All Things Bright And Beautiful» (1962)
- «Squat Betty and The Sponge Room» (1963)
- «Say Who You Are» (1965)
- «Whoops A Daisy» (1968)
- «Children’s Day» (1969)
- «Who’s Who» (1972)
- «Суббота, воскресенье, понедельник» / «Saturday Sunday Monday» (1973) — переделка пьесы Эдуардо де Филиппо
- «Филумена» / «Filumena» (1978) — переделка пьесы Эдуардо де Филиппо
- «The Card» (1994)

## Фильмография

### Сценарии
- 1961 — Лети по ветру[англ.] / Whistle Down the Wind — совместно с Уилисом Холлом, по роману Мэри Хэйли Белл, — реж. Брайан Форбс
- 1962 — Вэлиент[англ.] («Доблестный») / The Valiant — совместно с Джорджио Капитани, Франкой Каприно, Робером Малле[фр.], Уилисом Холлом, — по пьесе Робера Малле «L’Equipage au complet», — реж. Рой Уорд Бейкер
- 1962 — Такого рода любовь (Любовь… Любовь?) / A Kind of Loving — совместно с Уилисом Холлом, по одноимённому роману[англ.] Стэна Барстоу, — реж. Джон Шлезингер
- 1962—1963 — / That Was the Week That Was[англ.] (ТВ, серии 1—37)
- 1963 — Вест, 11[англ.] / West 11 — совместно с Уилисом Холлом, по пьесе Лауры дель Риво (Laura del Rivo) «The Furnished Room», — реж. Майкл Уиннер
- 1963 — Билли-лжец / Billy Liar — совместно с Уилисом Холлом, — реж. Джон Шлезингер
- 1963 — / Man in the Middle[англ.] — совместно с Уилисом Холлом, по роману Говарда Фаста «The Winston Affair», — реж. Гай Хэмилтон
- 1966 — Разорванный занавес / Torn Curtain — совместно с Уилисом Холлом — в титрах не указаны, — режиссёр Альфред Хичкок
- 1967 — / Pretty Polly (A Matter of Innocence)[англ.] — совместно с Уилисом Холлом, по рассказу Ноэла Коуарда «Pretty Polly Barlow»; реж. Гай Грин
- 1969 — / Lock Up Your Daughters!
- 1973 — 1974 — Билли-лжец (сериал) / Billy Liar
- 1978 — Суббота, воскресенье, понедельник (ТВ) / Saturday, Sunday, Monday — по пьесе Эдуардо де Филиппо
- 1979 — / Charlie Muffin (ТВ)
- 1979—1981 — Чучело[англ.] / Worzel Gummidge (серии 1 — 29) — совместно с Уилисом Холлом, по книге Барбары Эвфании Тодд[англ.]
- 1984 — Конторские будни (ТВ) / This Office Life
- 1999 — Джеффри Бернард нездоров (ТВ) / Jeffrey Bernard Is Unwell

### Издания на русском языке
- Уотерхаус, Кейт. Билли-враль. Конторские будни / Перевод А. Кистяковского. Предисловие Г.Анджапаридзе. — М.: Радуга, 1982. — 432 с. — Тираж: 100000 экз.

### Критическая литература
- Анджапаридзе Г. Конторские будни Билли-враля // Уотерхаус К. Билли-враль. Конторские будни. — М.: Радуга, 1982.